# David Braz
David Braz, właśc. David Braz de Oliveira Filho (ur. 21 maja 1987 r. w Guarulhos) – brazylijski piłkarz występujący na pozycji środkowego obrońcy.

## Kariera klubowa
Jest wychowankiem brazylijskiego klubu SE Palmeiras. W pierwszej drużynie Palmeiras zadebiutował 10 lutego 2007 roku w spotkaniu z Bragantino w ramach rozgrywek stanowych Série A1 Campeonato Paulista. W sumie w 2007 roku zaliczył 12 meczów w rozgrywkach stanowych, z czego w 11 grał w podstawowym składzie drużyny z São Paulo. Swoją pierwszą bramkę dla Palmeiras strzelił 14 lutego 2007 roku w meczu pucharu Brazylii Copa do Brasil przeciwko Operário FC. W sumie w 2007 zagrał w trzech spotkaniach pucharu Brazylii. W brazylijskiej Campeonato Brasileiro Série A zadebiutował 13 maja 2007 roku, w spotkaniu Palmeiras z CR Flamengo. W całym sezonie 2007 rozegrał 15 meczów w najwyższej piłkarskiej klasie rozgrywkowej w Brazylii.
W 2008 roku wraz z zespołem SE Palmeiras zwyciężył w rozgrywkach stanowych Série A1 Campeonato Paulista. Zagrał w nich 6 meczów i zdobył 1 bramkę w spotkaniu z CA Juventus. 25 maja 2008 roku zdobył swoją pierwszą bramkę w Campeonato Brasileiro Série A dla Palmeiras w meczu z Portuguesą, otwierając wynik spotkania w 20 minucie.
31 grudnia 2008 roku upłynął jego kontrakt z Palmeiras. Na początku stycznia 2009 roku David przyleciał do Krakowa negocjować swój transfer do zespołu Mistrza Polski, krakowskiej Wisły. 19 stycznia 2009 roku podpisał 4,5-letni kontrakt z Panathinaikosem.

## Kariera reprezentacyjna
W 2005 roku David występował w reprezentacji Brazylii U-18 prowadzonej przez trenera Renê Webera. Zwyciężył razem ze swoimi rówieśnikami w turnieju Copa Sendai rozgrywanym w Japonii. Następnie był powoływany do reprezentacji Brazylii U-20 przez trenera Nélsona Rodriguesa. W 2006 roku wygrał z reprezentacją Brazylii do lat 20 turniej Torneio Mediterrâneo rozgrywany w Hiszpanii. W 2007 roku zwyciężył z reprezentacją Brazylii U-20 w Mistrzostwa Ameryki Południowej Sudamericano Sub-20 rozgrywanych w Paragwaju. Na mistrzostwach zdobył 1 bramkę w meczu z reprezentacją Urugwaju, otwierając wynik spotkania w 14 minucie. Został również powołany przez trenera Nélsona Rodriguesa na Mistrzostwa Świata U-20 w Piłce Nożnej 2007, które odbyły się w Kanadzie.